# Random (Rapper)

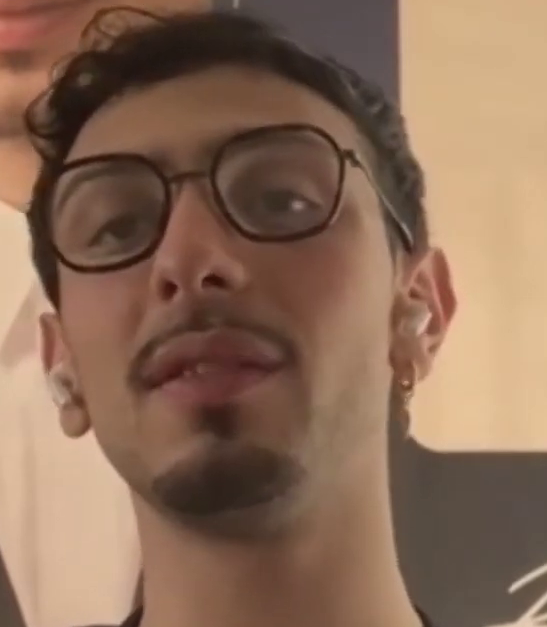
Random (2021) – italienischer Rapper

Random (* 26. April 2001 in Massa di Somma, Provinz Neapel, als Emanuele Caso) ist ein italienischer Rapper.

## Werdegang
Random wuchs in einer musikalischen Familie auf und lernte schon als Kind Schlagzeug, Bass und Gitarre. 2016 meldete er sich bei den Castings für Amici di Maria De Filippi an, kam jedoch nicht weiter. Schließlich begann er eine Zusammenarbeit mit dem Produzenten Zenit und veröffentlichte 2018 sein erstes Album Giovane oro, produziert von Zenit. Ab 2019 gelangen ihm mehrere Erfolge in den Singlecharts, mit Chiasso, Rossetto, und Marionette, einem Duett mit Carl Brave. Aufgrund der steigenden Popularität wurde Random 2020 für die Show Amici Speciali, einen Amici-Ableger, ausgewählt. Im Anschluss an seine Teilnahme veröffentlichte er die EP Montagne russe. Darauf arbeitete er u. a. mit Emis Killa und Ernia zusammen. Ein großer Erfolg war das Lied Sono un bravo ragazzo un po’ fuori di testa. Ende des Jahres wurde außerdem seine Teilnahme am Sanremo-Festival 2021 angekündigt.

## Diskografie

### Alben und EPs
| Jahr | Titel Musiklabel       | Höchstplatzierung, Gesamtwochen, AuszeichnungChartsChartplatzierungen (Jahr, Titel, Musiklabel, Platzierungen, Wochen, Auszeichnungen, Anmerkungen) | Anmerkungen                                               |
| Jahr | Titel Musiklabel       | IT | Anmerkungen                                               |
| ---- | ---------------------- | --- | --------------------------------------------------------- |
| 2018 | Giovane oro            | — | Erstveröffentlichung: 23. August 2018                     |
| 2020 | Montagne russe Believe | IT5 Platin · (30 Wo.)IT | Erstveröffentlichung: 5. Juni 2020 Verkäufe: + 50.000; EP |
| 2021 | Nuvole                 | IT45 (1 Wo.)IT | Erstveröffentlichung: 2. April 2021                       |

### Singles
| Jahr | Titel Album                                                | Höchstplatzierung, Gesamtwochen, AuszeichnungChartsChartplatzierungen (Jahr, Titel, Album, Platzierungen, Wochen, Auszeichnungen, Anmerkungen) | Anmerkungen                                                          |
| Jahr | Titel Album                                                | IT | Anmerkungen                                                          |
| ---- | ---------------------------------------------------------- | --- | -------------------------------------------------------------------- |
| 2019 | Chiasso Montagne russe                                     | IT3 ×4Vierfachplatin · (49 Wo.)IT | Erstveröffentlichung: 27. Mai 2019 Verkäufe: + 400.000; mit Zenit    |
| 2019 | Rossetto Montagne russe                                    | IT33 Platin · (19 Wo.)IT | Erstveröffentlichung: 27. September 2019 Verkäufe: + 50.000          |
| 2020 | Marionette Montagne russe                                  | IT52 (1 Wo.)IT | Erstveröffentlichung: 27. März 2020 feat. Carl Brave                 |
| 2020 | Sono un bravo ragazzo un po’ fuori di testa Montagne russe | IT6 ×2Doppelplatin · (25 Wo.)IT | Erstveröffentlichung: 22. Mai 2020 Verkäufe: + 70.000                |
| 2020 | Nudi nel letto Montagne russe (Extended)                   | IT75 (1 Wo.)IT | Erstveröffentlichung: 28. August 2020                                |
| 2021 | Torno a te Nuvole                                          | IT26 (2 Wo.)IT | Erstveröffentlichung: 4. März 2021 Beitrag zum Sanremo-Festival 2021 |

Weitere Singles
- 2021: Siamo di un altro Pianeta (IT: Gold)[2]

Weitere Lieder mit Auszeichnungen
- 2021: Amore Toxic (mit Villabanks, IT: Gold)[2]